# بيتماين
شركة بيتماين التكنولوجية المحدودة أو (بالإنجليزية: Bitmain Technologies Ltd)‏، هي شركة مملوكة للقطاع الخاص، ومقرها بكين - الصين ، تقوم بتصميم شرائح الدوائر المتكاملة الخاصة بالتطبيقات (ASIC) لتعدين البيتكوين.

## تاريخها
أسسها ميكري زان، وجيهان وو عام 2013. كان زان يدير ديفا آي بي، وهي شركة ناشئة تسمح للمستخدمين ببث التلفزيون إلى شاشة الكمبيوتر عبر جهاز فك التشفير قبل تأسيس شركة بيتماين، وكان وو محللًا ماليًا ومدير صندوق أسهم خاصة.
بحلول عام 2018، أصبحت بيتماين أكبر شركة مصممة في العالم لرقائق الدوائر المتكاملة الخاصة بالتطبيقات (ASIC) المستخدمة في تعدين البيتكوين. تدير الشركة أيضًا موقع بي تي سي دوت كوم (BTC.com)، وموقع أنتبول (Antpool)، وهما من أكبر مجمعات التعدين للبيتكوين في العالم. في محاولة لتعزيز أسعار بيتكوين كاش (BCH)، قامت شركة أنتبول "بحرق" 12% من عملة البيتكوين كاش التي قامت بتعدينها عن طريق إرسالها إلى عناوين غير قابلة للاسترداد. أفادت التقارير أن شركة بيتماين حققت أرباحًا في أوائل عام 2018 مع صافي ربح قدره 742.7 مليون دولار في النصف الأول من عام 2018، وتدفق نقدي تشغيلي سلبي. وأفاد موقع تك كرانش أن المخزون غير المباع ارتفع إلى مبلغ مليار دولار في الربع الثاني من عام 2018. كان أول منتج لشركة بيتماين هو "أنت ماينر إس 1" وهو جهاز تعدين بيتكوين ASIC ينتج 180 جيجاهاش في الثانية (GH/s) بينما يستخدم 80 – 200 واط من الطاقة. اعتبارًا من عام 2018، كان لدى شركة بيتماين 11 مزرعة تعدين في الصين. شاركت بيتماين في تقسيم بيتكوين كاش لعام 2018، حيث وقفت إلى جانب Bitcoin Cash ABC جنبًا إلى جنب مع روجر فر .  في شهر ديسمبر 2018، قامت الشركة بتسريح حوالي نصف موظفيها البالغ عددهم 3000 موظف. وأغلقت الشركة منذ ذلك الحين مكاتبها في إسرائيل، وهولندا، بينما قلصت بشكل كبير حجم عمليات التعدين في ولاية تكساس. وفي فبراير 2019، صدرت تقارير تشير إلى خسارة بيتماين "حوالي 500 مليون دولار"في الربع الثالث من عام 2018. وأصدرت بيتماين في ذلك الوقت بيانًا قالت فيه: "الشائعات غير صحيحة وسنصدر إعلانات في الوقت المناسب".
في يونيو 2021، عُلِّق التسليم الفوري لمبيعات الآلات عالميًا من أجل دعم الأسعار المحلية بعد حملة القمع التي شنتها بكين.

## محاولات بيتماين للطرح العام الأولي
في يونيو 2018، أخبر وو بلومبرج أن بيتماين كانت تفكر في طرح عام أولي لمنح المستثمرين الأوائل فرصة لسحب الأموال. أكملت الشركة تسجيلها قبل الاكتتاب العام بقيمة مليار دولار في بورصة هونج كونج في أغسطس،  وتقدمت بطلب للاكتتاب العام في سبتمبر.
قدمت شركة بيتماين التكنولوجية طلبًا للاكتتاب العام في 26 سبتمبر 2018 لدى الهيئة التنظيمية في هونغ كونغ، وأصدرت أول بيان مالي عام لها في الوقت الذي انخفضت فيه أسعار البيتكوين بنسبة 65٪ منذ ديسمبر 2017. وقد أضر انخفاض الأسعار بمبيعات أجهزة التعدين التي شكلت 96% من إيرادات الشركة. سوف تستخدم شركة بيتماين هيكل حصة الطبقة المزدوجة. وفي هذه الحالة، يعني هذا أن الحصة التي يملكها مؤسسو الشركة ستحسب بـ 10 أصوات.
انتهى طلب بيتماين للاكتتاب العام الأولي في هونج كونج في 26 مارس 2019 بعد ستة أشهر من تقديمه، حيث ورد أن المستثمرين كانوا قلقين بشأن انخفاض قيمة بيتكوين. وأصدرت الشركة بيانا قالت فيه أنها "ستعيد تشغيل طلب الإدراج في الوقت المناسب في المستقبل". أعلنت بيتماين أيضًا أن (Haichao Wang) سيعمل كرئيس تنفيذي جديد للشركة، بينما سيستمر المؤسسان المشاركان ميكري زان، وجيهان وو في منصب المدير. 
وفقًا لتقرير تينسينت نيوز، بعد محاولة الاكتتاب العام الفاشلة لشركة بيتماين في هونغ كونغ، قدمت الشركة طلبًا في الولايات المتحدة من أجل طرح أسهمها للاكتتاب العام مرة أخرى.

## الخلافات
شاركت بيتماين في أول دعوى قضائية متعلقة بالعملات المشفرة في هونغ كونغ بالمحكمة العليا (إجراء المحكمة العليا رقم HCA 1980 لعام 2015) عام 2015، عندما رفعت بيتماين دعوى قضائية ضد إحدى منصات تداول البيتكوين الرائدة في العالم في ذلك الوقت. واتهمت بيتماين منصة التداول بـ "الإهمال و/أو القضايا الأمنية". في بداية الإجراءات، كان مبلغ مطالبة بيتماين حوالي 700000 يوان صيني. طُعن في مطالبة بيتماين لاحقًا بعد أن كُشِف خلال سير الدعوى عن احتمال حدوث مشكلات خطيرة تتعلق بإهمال الأمن السيبراني من جانب بيتماين عندما أجريت المعاملة من قبل موظفي بيتماين (على سبيل المثال ترك وظيفة الملء التلقائي أثناء إدخال عناوين المحفظة، واستخدام الشبكات الخاصة الغير آمنة، واستخدام البرامج المحظورة في جمهورية الصين الشعبية أثناء إجراء المعاملة في جمهورية الصين الشعبية). فشلت مطالبة شركة التعدين العملاقة في النهاية وأوقفت بعد أن عانت الشركة من سلسلة من الهزائم التمهيدية (حيث ألغي حكمها الافتراضي السابق بل وأُمِرت بدفع ضمان مقابل التكاليف). وكجزء من شروط الإيقاف، أُمرت شركة بيتماين بدفع الرسوم القانونية لمنصة التداول. بلغ إجمالي الرسوم القانونية التي كان على بيتماين دفعها لمنصة التداول أكثر من 1.3 مليون دولار، أي ما يقرب من ضعف مبلغ المطالبة الأولية.
رفعت بيتماين عام 2017 دعوى قضائية ضد زوكزينغ يانغ، مدير تصميم الرقائق السابق في بيتماين، والذي ترك بيتماين لإطلاق بايت ويي (Bitewei) بسبب انتهاك حقوق براءة الاختراع. وفي عام 2018، نجح الفريق القانوني ليانغ في الاستئناف أمام المحكمة في الصين لإلغاء براءة الاختراع، وبعد ذلك رُفِضت قضية بيتماين.
في عام 2018، بدأ أحد سكان مقاطعة لوس أنجلوس يدعى غور جيفوركيان، دعوى قضائية جماعية بقيمة 5 ملايين دولار أمريكي ضد شركة بيتماين؛ حيث زعم أن الشركة قامت بتعدين العملة المشفرة لمصلحتها الخاصة على أجهزة عملائها. ادعى المُدَّعون في هذه القضية أن شركة بيتماين تستفيد -دون تصريح- من فترة التهيئة الطويلة التي تحتاجها أجهزة ASIC [الدائرة المتكاملة الخاصة بالتطبيقات] للإعداد: "أُعِدَّت أجهزة ASIC الخاصة بشركة بيتماين مسبقًا لاستخدام الكهرباء الخاصة بعملائها لتوليد عملة مشفرة لصالح بيتماين بدلاً من عملائها، حتى انتهاء إجراءات التهيئة المعقدة والمستهلكة للوقت."[بحاجة لمصدر]
دخلت بيتماين في نزاع قانوني آخر ضد مزرعة تعدين في لابرادور عام 2018. رفعت شركة بيتماين التكنولوجية دعوى قضائية ضد شركة (Great North Data) بدعوى وجود مشاكل منذ بداية الاتفاقية بين الشركتين. تقوم شركة بيتماين بتطوير وإنتاج أدوات التعدين من خلال تشغيل بعض أجهزتها من "مزارع التعدين" التابعة لجهات خارجية. حيث توفر شركة Great North Data مساحة للشركات مثل بيتماين لتثبيت وتشغيل معدات تعدين البيتكوين الخاصة بها.
في نوفمبر 2019 أو حوالي ذلك الوقت، رفع المؤسس المشارك المخلوع لشركة بيتماين، ميكري زان، دعاوى قضائية متعددة في جزر كايمان، والصين ضد كيانات مختلفة تابعة لشركة بيتماين في محاولة لاستعادة السيطرة عليها. وكانت الدعوى القضائية في الصين مصحوبة بالتماس لحماية الأصول، حيث انحازت محكمة جمهورية الصين الشعبية إلى جانب زان لتجميد 36 بالمائة من الأسهم المدرجة في فوجيان زانهوا البالغ قيمتها حوالي 10 ملايين يوان والمملوكة لشركة بيتماين، بقيمة 3.6 مليون يوان (أو 500 ألف دولار). سلطت هذه القضية الضوء على ما يبدو أنه صراع مستمر على السلطة بين المؤسسين للسيطرة على الشركة.